# Rugby 7 na Letnich Igrzyskach Olimpijskich 2020
Rugby 7 na Letnich Igrzyskach Olimpijskich 2020 – zawody w rugby 7, które odbyły się w Tokio podczas Letnich Igrzysk Olimpijskich 2020. Była to druga edycja zawodów rugby siedmioosobowego na letnich igrzyskach olimpijskich, turnieje w pełnej, piętnastoosobowej odmianie, czterokrotnie znalazły się w programie olimpijskim w latach 1900–1924. W rozegranych w dniach 26–31 lipca 2021 roku zawodach wzięło udział po dwanaście zespołów liczących maksymalnie dwunastu zawodników.

## Informacje ogólne
Była to druga edycja zawodów w rugby 7 w historii letnich igrzysk olimpijskich. Dwa lata przed rozpoczęciem igrzysk ustalono, że zawody w rugby 7 odbędą się w dniach 27 lipca – 1 sierpnia 2020 roku, przy czym pierwsze trzy dni zarezerwowane były na mecze mężczyzn, trzy kolejne zaś na spotkania kobiet, w połowie kwietnia 2019 roku ogłoszono natomiast godziny rozgrywania sesji każdego z meczowych dni. Na ich arenę, jeszcze w czerwcu 2015 roku, wyznaczono Tokyo Stadium.
Z uwagi na pandemię COVID-19 pod koniec marca 2020 roku Międzynarodowy Komitet Olimpijski podjął decyzję o przełożeniu, a następnie podał nowe daty rozegrania igrzysk – dokładnie rok później od oryginalnego terminu. Uaktualniony ramowy harmonogram opublikowano w połowie lipca 2020 roku, a szczegółowy na początku lipca 2021 roku, pod koniec czerwca tegoż roku nastąpiło zaś rozstawienie i podział na grupy. Sędziowie zawodów zostali wyznaczeni 16 kwietnia 2021 roku, na sto dni przed rozpoczęciem zawodów, a w połowie lipca zaprezentowano meczową piłkę.
W lipcu 2018 roku organizatorzy ujawnili zakres cenowy biletów, który kształtował się w granicach 2500–25 500 JPY, zaś sprzedaż biletów została uruchomiona w maju 2019 roku.
Ze względu na brak zaplanowanych międzynarodowych turniejów światowy związek przeznaczył 2,5 miliona USD na przygotowania dla zakwalifikowanych zespołów, zorganizowano następnie towarzyskie zawody w Madrycie i Dubaju, test został także przeprowadzony na olimpijskim obiekcie.
Według World Rugby liczba odwiedzin oficjalnej strony internetowej niemal podwoiła się w porównaniu do poprzednich igrzysk, aktywność w mediach społecznościowych wzrosła o 77 procent przy setkach tysięcy nowych użytkowników, a pliki wideo na wszystkich platformach zostały wyświetlone 22 miliony razy.

## Kwalifikacje
Oficjalne ogłoszenie systemu kwalifikacji przez World Rugby nastąpiło w połowie września 2018 roku po zatwierdzeniu przez Międzynarodowy Komitet Olimpijski. Proces kwalifikacji dla zespołów obojga płci był co do zasady taki sam i obejmował jedno miejsce dla gospodarza igrzysk, cztery dla czołowych drużyn światowego cyklu (World Rugby Sevens Series i World Rugby Women’s Sevens Series), sześć dla zwycięzców turniejów eliminacyjnych w każdym z sześciu regionów podlegających WR oraz jedno dla triumfatora światowego turnieju kwalifikacyjnego, w którym wystąpi po dwanaście zespołów wyznaczonych z klucza geograficznego, które do tego czasu nie uzyskają awansu. Regionalne turnieje odbędą się pomiędzy 30 czerwca a 31 grudnia 2019 roku. W turniejach ostatniej szansy, zaplanowanych do rozegrania do 30 czerwca 2020 roku, każdemu z regionów przyznano po dwa miejsca. Na początku kwietnia 2019 roku, ogłaszając daty regionalnych turniejów, World Rugby wprowadziło zastrzeżenie, że w przypadku, gdy kwalifikację z WSS uzyskają dwie północnoamerykańskie żeńskie reprezentacje, nie będzie automatycznego awansu na igrzyska z tego regionu, zaś to miejsce zostanie przekazane dla finalisty światowego turnieju.
Podobnie jak w poprzedniej edycji tworzące jeden komitet olimpijski Anglia, Walia i Szkocja wyznaczyły obie angielskie reprezentacje na przedstawicieli Wielkiej Brytanii.
| Mężczyźni                                               | Mężczyźni |                       | Kobiety | Kobiety                                          |
| Reprezentacja                                           | Miejsca   | Podstawa kwalifikacji | Miejsca | Reprezentacja                                    |
| ------------------------------------------------------- | --------- | --------------------- | ------- | ------------------------------------------------ |
| Japonia                                                 | 1         | gospodarz             | 1       | Japonia                                          |
| Fidżi Nowa Zelandia Południowa Afryka Stany Zjednoczone | 4         | światowe serie WR     | 4       | Australia Kanada Nowa Zelandia Stany Zjednoczone |
| Wielka Brytania                                         | 1         | Rugby Europe          | 1       | Wielka Brytania                                  |
| Kenia                                                   | 1         | Rugby Africa          | 1       | Kenia                                            |
| Korea Południowa                                        | 1         | Asia Rugby            | 1       | Chiny                                            |
| Kanada                                                  | 1         | Rugby Americas North  | 0–1     | —                                                |
| Argentyna                                               | 1         | Sudamérica Rugby      | 1       | Brazylia                                         |
| Australia                                               | 1         | Oceania Rugby         | 1       | Fidżi                                            |
| Irlandia                                                | 1         | turniej światowy      | 1–2     | Rosyjski Komitet Olimpijski Francja              |

## Zawody
W obu turniejach reprezentacje zostały podzielone na trzy czterozespołowe grupy według wyników osiągniętych w poprzednich dwóch sezonach światowych serii oraz innych turniejach usankcjonowanych przez World Rugby. W pierwszej fazie rywalizowały one systemem kołowym, po czym ustalony został ranking przed fazą pucharową, a pierwsze osiem zespołów awansowało do ćwierćfinałów.
Wśród mężczyzn pierwszy dzień z kompletem zwycięstw zakończyło pięć reprezentacji, do półfinałów awansowały natomiast Fidżi, Argentyna, Nowa Zelandia i Wielka Brytania. Mistrzami olimpijskimi zostali ponownie reprezentanci Fidżi, którzy w finale pokonali Nową Zelandię, zaś brązowy medal zdobyła Argentyna. Kapitan triumfatorów, Jerry Tuwai, został pierwszym podwójnym złotym medalistą olimpijskim w rugby 7.
Z kolei wśród kobiet pierwszy dzień z kompletem zwycięstw zakończyły cztery reprezentacje, choć Nowozelandki musiały odrobić dużą stratę w meczu z Brytyjkami, natomiast niespodzianką była łatwa wygrana Fidżi nad Kanadą. W swoich grupach zwyciężyły zespoły USA, Nowej Zelandii i Francji, zaś Fidżyjki kontynuowały dobrą passę eliminując obrończynie tytułu – Australijki – w ćwierćfinałach. Następnie w półfinale uległy Nowozelandkom, jednak dopiero po dogrywce, w drugim zaś Francuzki okazały się lepsze od Brytyjek. Mistrzyniami olimpijskimi zostały reprezentantki Nowej Zelandii, które w finale pokonały Francję, brązowy medal zdobyła zaś reprezentacja Fidżi, a był on jednocześnie pierwszym żeńskim medalem dla tego kraju.

## Medaliści
| Konkurencja      | Mistrz | Wicemistrz | III miejsce |
| ---------------- | --- | --- | --- |
| Turniej mężczyzn | Fidżi Kalione Nasoko Josua Vakurinabili Meli Derenalagi Iosefo Masi Asaeli Tuivuaka Semi Radradra Vilimoni Botitu Waisea Nacuqu Napolioni Bolaca Jiuta Wainiqolo Aminiasi Tuimaba Jerry Tuwai Sireli MaqalaGareth Baber        | Nowa Zelandia Tim Mikkelson Scott Curry Dylan Collier Tone Ng Shiu Amanaki Nicole Andrew Knewstubb Ngarohi McGarvey-Black Sione Molia Kurt Baker Joe Webber Etene Nanai-Seturo Regan Ware William WarbrickClark Laidlaw | Argentyna Santiago Álvarez Lautaro Bazán Lucio Cinti Rodrigo Etchart Luciano González Rodrigo Isgro Santiago Mare Ignacio Mendy Marcos Moneta Matías Osadczuk Gastón Revol Germán Schulz Felipe del MestreSantiago Gómez Cora |
| Turniej kobiet   | Nowa Zelandia Portia Woodman Sarah Hirini Ruby Tui Tyla Nathan Wong Theresa Fitzpatrick Stacey Fluhler Michaela Blyde Alena Saili Risaleaana Pouri-Lane Kelly Brazier Gayle Broughton Shiray Kaka Tenika WillisonAllan Bunting | Francja Coralie Bertrand Anne-Cécile Ciofani Caroline Drouin Camille Grassineau Lina Guerin Fanny Horta Shannon Izar Chloé Jacquet Carla Neisen Séraphine Okemba Chloé Pelle Jade Ulutule Nassira KondeChristophe Reigt | Fidżi Rusila Nagasau Rejieli Daveua Sesenieli Donu Vasiti Solikoviti Reapi Uluinasau Lavenia Tinai Viniana Riwai Ana Naimasi Alowesi Nakoci Laisana Likuceva Roela Radiniyavuna Lavena Cavuru Ana Maria RoqicaSaiasi Fuli     |

## Tabela medalowa
| Miejsce | Państwo       | złoto | srebro | brąz | Razem |
| ------- | ------------- | ----- | ------ | ---- | ----- |
| 1       | Nowa Zelandia | 1     | 1      | 0    | 2     |
| 2       | Fidżi         | 1     | 0      | 1    | 2     |
| 3       | Francja       | 0     | 1      | 0    | 1     |
| 4       | Argentyna     | 0     | 0      | 1    | 1     |
| Razem   | Razem         | 2     | 2      | 2    | 6     |